# Jin Jong-oh
Jin Jong-oh (* 24. September 1979 in Chuncheon) ist ein südkoreanischer Sportschütze in den Disziplinen Luftpistole (Halter des aktuellen Weltrekords) und Freie Pistole.

## Karriere
Jin Jong-oh feierte seine ersten großen internationalen Erfolge bei den Olympischen Sommerspielen 2004 in Athen. In der Disziplin Freie Pistole über 50 Meter gewann er hinter dem Russen Michail Nestrujew die Silbermedaille (661,5 Ringe). Mit der Luftpistole über 10 Meter konnte er Fünfter werden (682,9 Ringe). Im folgenden Jahr belegte er bei einem Weltcup in Mailand Rang drei mit der Luftpistole. 2006 gewann er die Weltcupveranstaltungen sowohl mit der Luftpistole wie auch mit der Freien Pistole in Guangzhou. Bei den Weltmeisterschaften in Zagreb konnte er den Finaldurchgang erreichen und wurde Sechster (657,0 Ringe). Bei den Asienmeisterschaften 2007 in Kuwait gewann Jin Silber mit der Freien Pistole (656,8 Ringe) und wurde Fünfter mit der Luftpistole (675,1 Ringe).
Seinen größten Erfolg in der Disziplin Luftpistole erreichte Jin bei den Olympischen Sommerspielen 2008 in Peking, als er hinter dem Lokalmatador Pang Wei mit 684,5 Ringen die Silbermedaille gewann. Mit der Freien Pistole gewann er drei Tage später mit 660,4 Ringen seine erste Goldmedaille. Wiederum ließ er, wie bei seinen anderen Medaillengewinnen, auch hier den Nordkoreaner Kim Jong-su direkt hinter sich, der nur wenige Tage später des Dopings überführt wurde.
Im Jahr 2009 gewann er mit der Luftpistole den Weltcup in Changwon, wo er mit zunächst 583 Ringen im Qualifikationsdurchgang den bisherigen Weltrekord, der über 20 Jahre bestanden hatte, um einen Ring überbot. Er zog als Erster ins Finale ein und wurde hier Zweiter mit weiteren 95,7 Ringen und insgesamt 689,7 Ringen hinter Leonid Jekimow, der mit insgesamt 691 Ringen gewann. Bei den Weltmeisterschaften im Sportschießen 2010 in München galt er als Favorit, jedoch konnte er dieses Mal seiner Favoritenrolle nicht ganz gerecht werden.
Bei den Olympischen Spielen 2012 in London gewann Jin den Titel mit der Luftpistole und verteidigte zudem den Titel mit der Freien Pistole. Bei den Olympischen Spielen 2016 in Rio de Janeiro gewann er wieder die Goldmedaille mit der Freien Pistole und wurde mit der Luftpistole Fünfter.

## Belege
1. ↑  Weltrekordliste der International Sport Shooting Federation
2. ↑  Ergebnisliste ISSF World Cup Rifle / Pistol · Changwon, KOR

| Personendaten    | Personendaten |
| ---------------- | --- |
| NAME             | Jin, Jong-oh |
| ALTERNATIVNAMEN  | 진종오 (koreanisch, Hangeul); 秦鍾午 (koreanisch, Hanja); Jin, Jong-o (Revidierte Romanisierung); Chin, Chongo (McCune-Reischauer) |
| KURZBESCHREIBUNG | südkoreanischer Sportschütze in den Disziplinen Luftpistole und Freie Pistole                                                      |
| GEBURTSDATUM     | 24. September 1979 |
| GEBURTSORT       | Chuncheon, Südkorea |